# Proteuxoa bicomma
Proteuxoa bicomma är en fjärilsart som beskrevs av Achille Guenée 1868. Proteuxoa bicomma ingår i släktet Proteuxoa och familjen nattflyn. Inga underarter finns listade i Catalogue of Life.